# ハリー・ピアポント
ハリー・ピアポント(Harry Pierpont, 1902年-1934年）は1930年代のアメリカ合衆国のギャング。リーダーとしての資質を持ち、ジョン・デリンジャーを陰で支えていた人物と言われている。

## 生い立ち

### 若い頃
1902年、インディアナ州マンシーで生まれた。父親は馬車工場の職人で、姉と弟がいる家庭で普通の子供時代を過ごした。
18歳のとき野球のバットで頭を殴られ数分間意識を失ったことがあり、それ以来頭痛や吐き気、視力障害に悩まされるようになった。普段は明るく穏やかだが、事故に遭ってからは体調が悪いと途端に気性が激しくなったいう。銃への執着心も異常に強く、翌年に拳銃の不法所持で逮捕されたときは、母親の供述を聞いた裁判官は精神鑑定を受けさせ「破瓜型統合失調症」と診断された。
ほどなく釈放されたが、次は金物店を襲って拳銃9丁を奪った。逃走中に車を盗もうとしたが掴み掛かってきた車の持ち主に発砲し、殺人未遂罪で少年院行きとなった。少年院の所長は彼の性格を「三月うさぎのようだ」と記録している。

### 刑務所
3年後に仮釈放されるが、再び銀行強盗で逮捕されペンドルトン更生施設に送られた。ここでジョン・デリンジャーやホーマー・ヴァン・メーターと出会った。1歳年下のデリンジャーは経験豊富なピアポントを師匠のように慕ったが、いつも騒々しいヴァン・メーターとは気が合わなかった。
ピアポントは身長180センチと長身だが体重は60キロもない華奢な男だったが、看守に盾付き何度も脱走を試みようとする執念深さに他の受刑者から一目を置かれるようになった。やがて施設で手に負えなくなりより厳重なインディアナ州刑務所に移された。ヴァン・メーターも同じ時期に移され、ピアポントを慕うデリンジャーも自ら希望してインディアナ刑務所に移った。
インディアナ州刑務所には「ラム・テクニック」という銀行強盗の手法で知られるハーマン・ラムの部下だったウォルター・ディートリッヒとジェームズ・クラークが収監されており、彼らからラム・テクニックを伝授されたと考えられている。

## デリンジャーギャングの形成

### 脱獄
先にデリンジャーの仮出所が決まったので、ピアポントは彼に拳銃と逃走資金の調達を託した。デリンジャーは指示通り銀行強盗で資金を集め、刑務所に拳銃を送り込む手配をした。1933年9月25日にピアポントら10人の受刑者はインディアナ州刑務所を脱獄した。
こうして自由の身になったもののデリンジャーは4日前に逮捕されていた。直ちに救出してやろうと一緒に脱獄したチャールズ・マクレイとラッセル・クラーク、エドワード・シャウスを連れて、デリンジャーが拘束されているオハイオ州ライマの郡拘置所に向かった。
シャウスを見張りに立たせ3人は警察官を装って建物に入った。管理者のジェシー・サーバー保安官(Jess Sarber,47)に「デリンジャーを刑務所に移送する」と伝えるが、書類や身分証の提示を求められた。保安官がデスクの引き出しから拳銃を取ろうとしたのでピアポントは発砲した。腹を撃たれ床に倒れた保安官の頭をマクレイが殴りつけ、一緒にいたサーバーの妻と服保安官を牢屋に閉じ込めてデリンジャーを連れ出した。すぐに事件が発覚し保安官は病院に運ばれたが数時間後に死亡した。人々はこの残忍な犯行から犯人らを『テラーギャング』と呼んだ。
数か月前からデリンジャーを追っているインディアナ州警察のマシュー・リーチ署長(Matthew Leach,39)は、彼らを『デリンジャーギャング』と命名した。リーチ署長はベテランのピアポントが一味のリーダーだろうと考えたのだが、あえてピアポントの名前を使わずに『ピアポントはデリンジャーギャングの下っ端だ』などと彼を嘲笑するようなデマをマスコミに流した。彼の短気な性格を利用してデリンジャーギャングの内部分裂を図ったのである。しかし目立ちたがりでないピアポントには何の効果もなく、むしろ一番弟子のデリンジャーが有名になったことに満足していた。

### 警察署襲撃事件
デリンジャーを救出した2日後の10月14日、インディアナ州オーバーン警察署に押し入り武器弾薬と防弾チョッキ等を強奪した。さらに10月20日には同州ペルーの警察署から武器弾薬、防弾チョッキ等を強奪した。さらに3日後にはインディアナ州グリーンキャッスルの銀行を襲い7万4千ドル(現在の約150万ドル)を強奪した。
当局はギャングの宣戦布告と見なし、州兵や志願兵500人からなる対ギャング部隊を結成した。また、この事件は連邦法に違反していないにも関わらず捜査局が捜査に参加した。捜査局が管轄外の事件に干渉したのはこれが初めてだった。
だがピアポントらはそんな騒ぎに一切関知せず、シカゴの高級マンションに住み、年末にはフロリダ州デイトナビーチでクリスマス休暇を過ごすなど優雅な暮らしを送っていた。

## デリンジャーギャングの逮捕

### イーストシカゴの銀行強盗

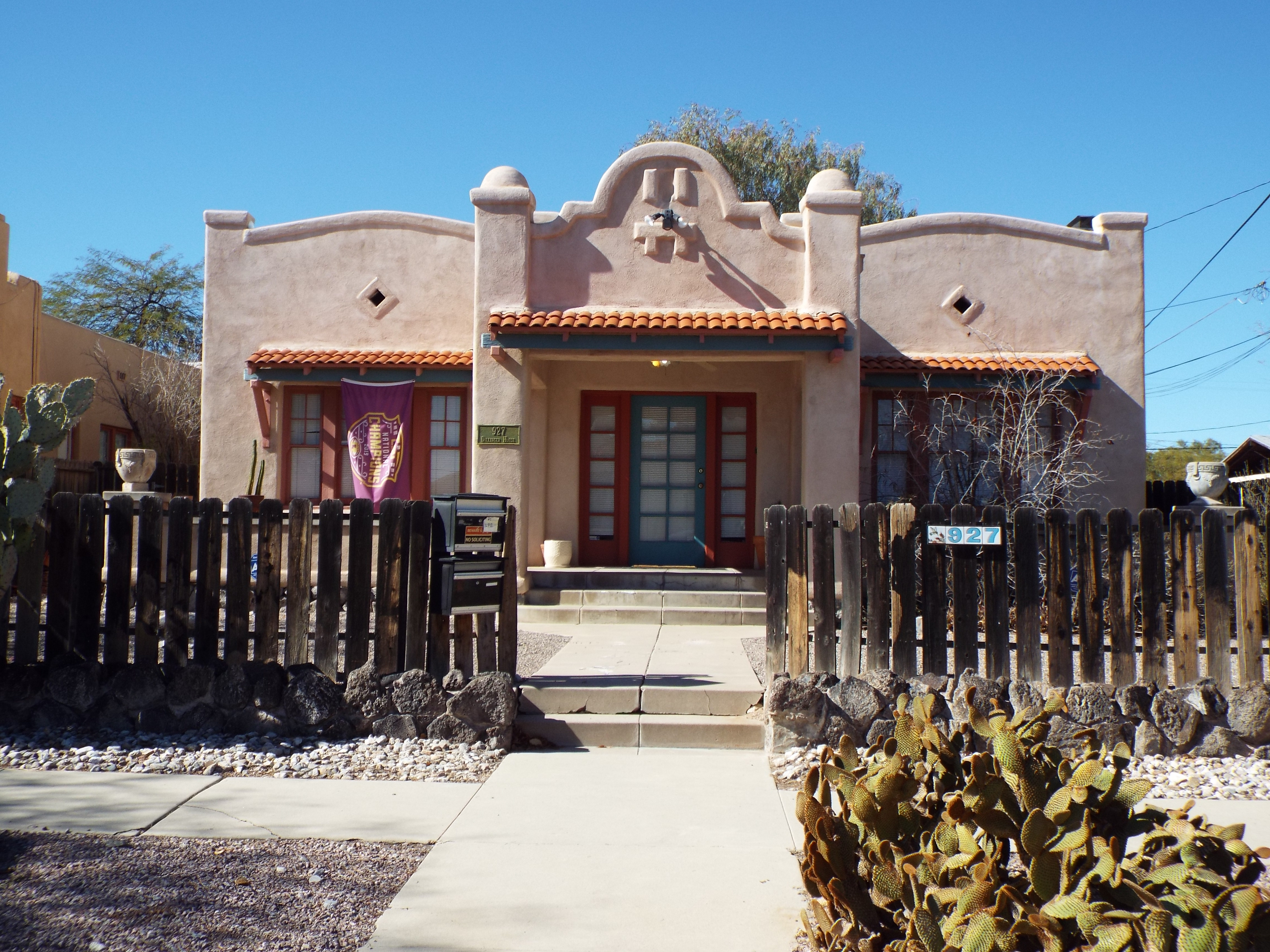
アリゾナ州ツーソンの隠れ家

1934年1月15日、デリンジャー一味はイーストシカゴのファーストナショナル銀行を襲撃した。その後彼ら（ピアポントと恋人メアリー・キンダー、デリンジャーと恋人ビリー・フレシェット、ラッセル・クラークと恋人オパール・ロング（メアリー・キンダーの妹）、チャールズ・マクレイの計7名）は、しばらく鳴りを潜めようとテキサス州エルパソから国境を越えてメキシコのシウダーフアレスに行こうとした。
しかし国境に警官が多くいたので国境越えを諦め、アリゾナ州ツーソンで貸家に隠れることにした。だが貸家は床のワックスを塗ったばかりだったので、数日間ホテル・コングレスHotel Congressの3階(最上階)の329号室と330号室を借りることにした。

### ホテル・コングレスの火災

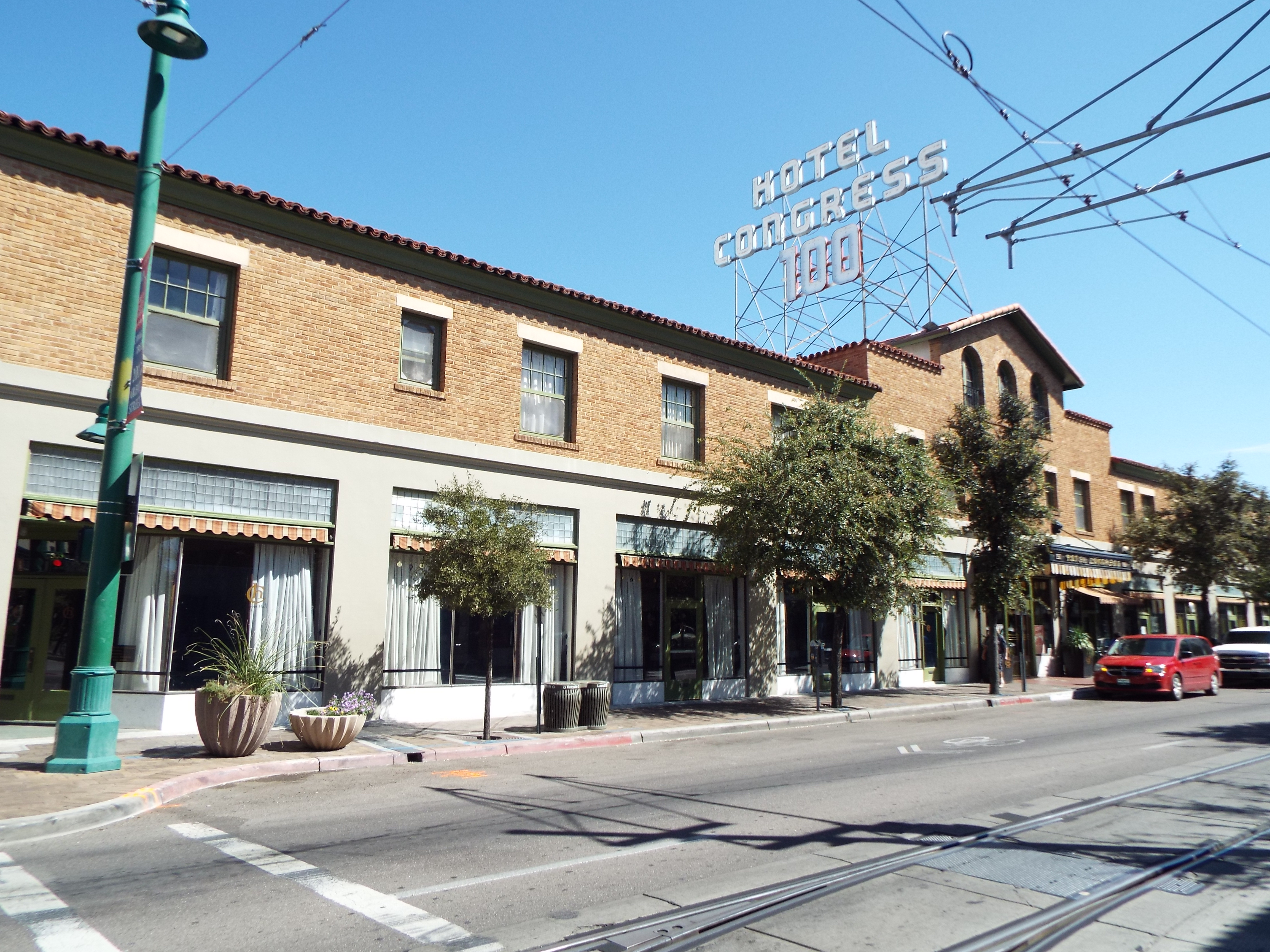
現在のホテル・コングレス

1月22日、宿泊して2日目の朝、ホテルの地下ボイラー室から火災が発生。たちまち3階まで燃え広がり、消防士は宿泊室にいたマクレイ、クラーク、オパール・ロングの3人をはしご車で救助し荷物を運び出した。クラークが2人の消防士に12ドル(現在の280ドル)ずつ謝礼として渡したが、消防士は高額なチップと彼らがしきりに心配していた重たいカバンが気にかかり、署に戻ってから実録犯罪雑誌True Detectiveに目を通した。隊員は火災現場にいたマクレイとクラークの手配写真を見つけた。
報告を受けた警察はジョン・デリンジャーも近くにいると考え、彼らを尾行しながら1人ずつ逮捕することにした。マクレイは無線機の修理店で、クラークは隠れ家で捕まった。さらに隠れ家に戻ってきたデリンジャーを逮捕した。隠れ家からはトンプソンサブマシンガン3丁、ウィンチェスターライフル2丁、防弾チョッキ5着、警察無線機、イーストシカゴで奪われた現金2万5千ドル（現在の59万ドル）を押収した。

### ピアポントの逮捕
ピアポントはまだ発見されていなかったが、メアリー・キンダーを乗せて車を運転しているところをパトカーに停められ、州外の車には「ビジターステッカー」を貼る義務があるので警察署に取りに来るよう注意された。キンダーが行こうとしたが、どういうわけかピアポントも一緒に警察署の中まで着いて行き、そこで正体がばれて逮捕された。(警察署に誘き出す作戦だったという説もある）
その後ピアポント、マクレイ、クラークの3人はサーバー保安官の殺害容疑でオハイオ州アレン郡へ鉄道で移送された。デリンジャーは飛行機でインディアナ州クラウンポイントの拘置所へ移された。

## 最期

### 裁判
1934年3月、サーバー保安官殺害の裁判が行われ、彼らの弁護にはデリンジャーの顧問弁護士であるルイス・ピケットが就いた。事件当日に外で見張りに立っていたエドワード・シャウスが証言台に立ち3人の犯行を証言した。シャウスは分け前の取り分が不公平だと不満を募らせていたという。
判決はピアポントとマクレイに死刑、クラークに終身刑が言い渡された。3人はオハイオ州刑務所に入れられた。

### 脱獄の試み
3月3日、デリンジャーがインディアナ州クラウンポイントの拘置所を脱走し、ピケット弁護士を介してデリンジャーと手紙で連絡を取り合った。デリンジャーが助けに来るかもしれないと微かな望みを持っていたが、7月にシカゴのバイオグラフシアターでデリンジャーが射殺されたと知り、もはや誰も助けは来ないと悟った彼らは脱獄を計画した。
1934年9月22日午前10時半頃、ピアポントとマクレイは食事を運んできた看守を石鹸と靴墨で作ったリボルバーで脅し、6名の死刑囚を誘って通路に出た。クラークも連れ出そうとしたが彼は自ら独房に引き返した。ピアポントとマクレイが鉄格子のドアに阻まれているところに看守が駆け付け発砲した。銃弾はピアポントの背骨を直撃し、一発は頭をかすめた。マクレイは胸や腹に3発を喰らいその場で死んだ。ピアポントは緊急手術で一命をとりとめたものの両足とも動かせない体になった。
かつては「警官を見かけたら片っ端から撃ち殺してやる」と豪語したピアポントだが、負傷したあとは「あのとき死んでいれば良かった」と看守に弱音を吐いていたという。

### 死刑執行
脱獄失敗から1ヶ月も経たない10月17日、深夜0時すぎに電気椅子の刑が執行された。葬儀は自宅で行われたが、新聞記者が殺到するのを避けるため予定より1時間早められた。新聞は「彼の棺は作業場に置かれ造花の小さな花輪が飾られていた」と報じた。その後インディアナ州インディアナポリスのホーリークロス墓地に埋葬された。
恋人のメアリー・キンダーは処刑される前に彼との結婚を求めたが、刑務所長はその申し出を退けた。メアリーはアルコール依存症に陥りながらもグリムズリーという男性と結婚し、1981年5月21日に72歳で亡くなった。亡くなったときは無一文でインディアナ州の墓地に石碑もなく埋葬された。

## 登場する作品
「デリンジャー」”Dillinger” 演 - ジェフリー・ルイス (1973年 映画）
「デリンジャー」"Dillinger" 演 - ブルース・アボット（1991年 テレビ映画）
「パブリック・エネミーズ」”Public Enemies” 演 - デヴィッド・ウェナム（2009年 映画）